# Taylor's Tenors
Taylor's Tenors è un album di Art Taylor, pubblicato dalla New Jazz Records nel 1959. Il disco fu registrato il 3 giugno 1959 al "Rudy Van Gelder Studio" di Hackensack, New Jersey (Stati Uniti).

## Tracce
Lato A
1. Rhythm a Ning – 6:47 (Thelonious Monk)
2. Little Chico – 5:01 (Charlie Rouse)
3. Cape Millie – 6:11 (Walter Davis)

Lato B
1. Straight no Chaser – 5:41 (Thelonious Monk)
2. Fidel – 6:48 (Jackie McLean)
3. Dacor – 5:32 (Art Taylor)

## Musicisti
Art Taylor Quintet
- Art Taylor  - batteria
- Charlie Rouse  - sassofono tenore
- Frank Foster - sassofono tenore
- Walter Davis Jr.  - pianoforte
- Sam Jones  - contrabbasso